# 电子商务
电子商务，简称電商，是指在互联网或电子交易方式进行交易活动和相关服务活动，是传统商业活动各环节的电子化、网络化。电子商務包括电子货币交换、供应链管理、电子交易市场、网络购物、网络营销、在线事务处理、电子数据交换（EDI）、存货管理和自动数据收集系统。在此过程中，利用到的信息技术包括互联网、全球資訊網、电子邮件、数据库、电子目录和移动电话。

## 发展历史
在过去的30年间，电子商務的概念发生了很大的变化。最初，电子商務意味着利用电子化的手段，将商业买卖活动简化，通常使用的技术包括电子数据交换（EDI）和电子货币转帐，这些技术均是在20世纪70年代末期开始应用。典型的应用是将采购订单和发票之类的商业文档通过电子数据的方式发送出去。 
电子商務中的“电子”指的是采用的技术和系统，而“商务”指的是传统的商业模式。电子商務被定义为一整套通过网络支持商业活动的过程。在70年代和80年代，信息分析技术进入电子商务。80年代，随着信用卡、自动柜员机和电话银行的逐渐被接受和应用，这些也成为电子贸易的组成部分。进入90年代，企业资源计划（ERP）、数据挖掘和数据仓库也成为电子商务的一个部分。
当互联网于1994年进入公众的视线时，很多记者和学者预测电子贸易将很快成为主要的商业应用模式。然而，网络安全协议（例如HTTPS）用了四年的时间才发展的足够成熟并获得大范围的应用。接下来，在1998年和2000年之间，大量的美国和西欧公司开发了许多不成熟的网站。在“.com”时代，电子商务增加了新的组成部分——“网络贸易”，客户在数据加密传输技术支持下，利用网上商店的虚拟购物车和信用卡等电子货币支付形式，通过互联网完成商品和服务的采购。
虽然大量的“纯电子商务”公司在2000年和2001年的“.com”衰退期消失了，还是有很多传统的“水泥加砖块”的零售企业认识到这些“.com”公司揭示了潜在的有价值的市场空间，开始将电子商务的功能增加到网站上。例如，在在线食品销售公司Webvan倒闭后，两家传统的连锁超级市场Albertsons和Safeway都开始了附属的电子商务功能，消费者可以直接在线订购食品。电子商务是在信息技术的发展和商业环境的变化等双重因素驱动下发展起来的。
如今，电子商务的涵盖十分广泛的商业行为，从电子银行到信息化的物流管理。电子商务的增长促进了支持系统的发展和进步，
包括后台支持系统、应用系统和中间件，例如宽带和光纤网络、供应链管理模块、原料规划模块、客户关系管理模块、存货控制模块、会计核算和企业财务模块。
於傳統之國際貿易產業鏈中，商品須透過工廠、出口商、批發商、零售商及消費者五道程序，最終才能完成交易。而跨境電商透過網路之媒介，使交易程序縮短，節省交易過程中之成本，增加利潤空間。:13跨境電商的快速發展，吸引眾多企業與個人之關注，國際貿易市場參與者默默發生改變，越來越多的個人透過跨境電商銷售商品，於ebay等跨境電商平台創業。中國境內之互聯網公司，紛紛看見跨境電商之發展潛力，阿里巴巴集團、京東商城、騰訊及順豐速運自2014年開始對跨境電商進行布局。:13無論是將產品出口至其他國家，以發展跨境電商，或是於其他國家建立分公司或子公司以實現當地化營運，此兩種方式皆以成為全球化跨境電商為目標。發展跨境電商已成為美國之趨勢，美國之零售商已將目標轉為全球化。:28亞馬遜公司(Amazon)為美國最大之線上零售商，亞馬遜成立於1995年，由傑夫·貝佐斯創辦。ebay為全球化之線上零售商，ebay平台促使全球個人用戶皆可以於線上進行拍賣及購物，為一家兼具B2C及C2C商業模式之企業，ebay之業務範圍涵蓋美洲、歐洲、澳洲及亞洲。:29

## 电子商务的成功因素
在很多案例中，一个电子商务公司存活下来，不仅仅是基于自身的产品，而且还拥有一个有能力的管理团队、良好的售前服务、组织良好的商业结构、网络基础和一个安全的，设计良好的网站，这些因素包括：

### 基本原则
电子商务供应商行业需要履行普世的原则，例如保证提供的商品的质量和可用性、物流的可靠性，并且及时有效的处理客户的投诉。在网络环境下，有一个独一无二的特点，客户可以获得远多于传统的“砖块+水泥”的商业环境下关于商家的信息。

### 团队素养
- 建立一个足够敏感和敏捷的组织，及时应对在经济、社会和环境上发生的任何变化。
- 一支出色的被信息技术策略武装起来的管理团队。一个公司的信息战略需要成为商业流程重组的一个部分。
- 足够的市场研究和分析。电子商务需要有可行的商业计划并遵守供需的基本原理。在电子商务领域的失败往往和其他商业领域的一样，缺乏对商业基本原则的领会。
- 提供360度视角的客户关系，即确保无论是公司的雇员、供应商还是伙伴均可以获得对客户完整和一致的视角，而不是被选择或者过滤得信息。因为，客户不会对在权威主义（老大哥）监视的感觉有好的评价。

### 技术支持
- 构建一个商业模型。倘若在2000年的教科书上有这么一段，很多“.com”公司可能不会破产。
- 提供一个有足够吸引力的网站[2]。有品味地使用颜色、图片、动画、照片、字体和足够的留白空间可以达到这一目标。
- 流畅的商业流程，可以通过流程再造和信息技术来获得。
- 设计一个电子商务价值链，关注在数量有限的核心竞争力上，而不是一次购齐所有解决方案。如果有合适的编制程序，网络商店可以在专业或者通用的特性中获得其中一个。
- 提供能完全理解商品和服务的信息，不仅仅包括全部产品信息还有可靠的顾问建议和挑选建议。
- 提供良好设计的站內搜索引擎及相关推荐机制，使用者只要先搜寻自己欲购物品的关键词，再经由搜索結果的分类來找寻目标，如Amazon.com。
- 运作最前沿或者尽可能的接近最前沿的技术，并且在紧紧跟随技术的变化。（但是需要记住，商业的基本规则和技术的基本规则有很大的区别，不要同样在商业模式上赶时髦）

### 网络安全
- 提供高可靠性和安全性的交易环境。例如利用并行计算、硬件冗余、失败处理、信息加密和网络防火墙技术来达到这个需求。
- 为客户提供一个方便而且安全的支付方式。信用卡是互联网上最普遍的支付手段，大约90%的在线支付均使用信用卡的方式完成。在过去，加密的信用卡号码信息通过独立的第三方支付网关在顾客和商户之间传递，现在大部分小企业和个体企业还是如此。如今大部分规模稍大的公司直接在网站上通过与商业银行或是信用卡公司之间的协议处理信用卡交易。

### 用户体验
一個成功的電子商務機構必須提供一個既滿意而又具意義的經驗給顧客。都由各種顧客為先因素構成，包括以下：
- 优惠  電子銷售商如要做到這一點，可提供產品或其產品系列，以一個較低的價格吸引潛在的客戶、如傳統商貿一樣。
- 互动  提供一個互動及易於使用的購買經驗及場所，亦如傳統零售商一樣， 都有助某程度上達至上述目標。為鼓勵顧客再回來購買。可利用贈品或促銷禮券、優惠及折扣等。 還可以互相連接其他相關網站和廣告等。
- 亲和力  提供個人化的網站、購買建議、個人及特別優惠的方式，有助增加互動、人性化來代替傳統的銷售方式。
- 社区化  可以聊天室、討論板以及一些忠誠顧客計畫（亦稱親和力計畫）都對提供社區意識有一定的幫助。
- 个性化  提供電子個人化服務 ，根據顧客的喜好，提供個別服務，使顧客感受與別不同的體驗，便可成為公司獨特的賣點及品牌。
- 自助式  提供自助式服務網站、易用及無須協助的環境，都有一定的幫助。包括所有的產品資料，交叉推銷信息、諮詢產品補替、用品及配件選擇等。
- 产品咨询  如個人電子通訊錄、網上購物等。透過豐富的比較資料及良好的搜索設備，提供信息和構件安全、健康的評論給顧客。可協助個人電子服務來確定更多潛在顧客。

### 物流与配送
- 良好的售后服务  网上购物会经常出现不满意现象，会有很多人选择退货，购物网站在这方面做的很好，都有说明不满意即可在规定时间内无条件退货，而且很多商家还会注明退货邮费属于他们，所以这为消费者提供了一个有安全保障的购物环境。

### 資訊流的統整
- 顧客的購物習慣與偏好  包括商品瀏覽、結帳方式、訂單與交易紀錄、對商品的評價反饋等資訊，可以配合大數據分析來統計顧客的購買行為，進而得出一套顧客的消費行為模式。
- 賣家的評比與品質管控   購物如蝦皮、淘寶等設有賣家(即用戶帳號)管理與評分制度，讓買家能在自己的瀏覽頁面中去蕪存菁，準確找到自己偏好的店家，降低買賣雙方的購物成本。

## 失敗因素
- 安全风险　如何保护顾客的个人资料、防止交易信息外泄是最重要的问题，包括交易安全、认证安全和数据加密等，涉及交易账号的安全性、交易资金的安全性和流通性等。
- 信誉风险　包括产品质量和服务质量风险。因为在电子商务交易过程中，一般难以与客户相互见面来建立传统交易那样的信任关系，在线客服、电话客服的建立建设非常重要，如果在及时性、态度、回答问题方面不能令人满意，或物流与售后退换服务不到位，就有可能使客户退回到传统的交易方式中。
- 模式同质化风险　随着电子商务的不断深化，这种B2B、B2C、C2C三种定式模式显然不能适应消费者对个性化、多元化的需要，因而企业在实施电子商务时要力求体现个性化，避免踏进同质化的误区，无法提升企业的竞争优势。[3]
- 企業內部條件不足普遍對於企業ｅ化都缺乏了解，企業要成就電子商務，無疑多了許多不可掌握的變數。[3]

1. 專案管理者的能力不足：管理能力和經驗雙雙不足的情況下，而彼此間發生認知的差距，造成e化的結果非出資者所要，導致資源、資金、時間、人力的過度浪費。
2. 經驗的一貫性：在於專案執行的進度中，若當中出現主管的替換時，將會造成經驗傳承的中斷，使得e化專案的執行受到很大的挫折
3. 公司員工的支持：e化系統，也只是支持營運作業的眾多工具之一，若是公司內部的員工抗拒e化，會使斥資幾十萬，乃至於數千萬的系統閒置不用，而造成計畫流產的不當結果。E化的關鍵之一也就在於公司本身的作業流程和習慣調適不過來。

- 大環境因素使然  電子商務會失敗，最主要的原因之一並不在於技術上無法克服，而是整體的環境尚不利於電子商務的維持，要能夠成功，其必定要有一群龐大的消費群在電子商務的環境中流動。[3]
- 規模不足 電子商務的規模大時，才能使營運成本的降低。許多電子商務公司因為規模不足，而難以在競爭中勝出。

## 例子
- 蝦皮購物
- Yahoo購物
- PChome Online網路家庭
- Amazon
- 博客來
- 樂天市場
- YyMm[4]

### 书目
- 万赟, 电商进化史, 机械工业出版社, 2015年第一版， ISBN 9787111507772
- 田芯 黄玉蓓，电子商务概论，化学工业出版社，2014年第一版，ISBEN:987-7-122-21485-0
- 陈永东，电子商务基础，中国科学技术出版社，2006年第1版，ISBN：7－5046－1352－5
- Jean-Pierre Kuilboer. . ISBN 978-0-07-247875-4.
- Bracken, Ben (2006). The eCommerce Solution Guide - Easy UK eCommerce on a Budget. Retrieved July 30, 2006
- Kessler, M. (2003). More shoppers proceed to checkout online. Retrieved January 13, 2004 （页面存档备份，存于）
- Nissanoff, Daniel.  Hardcover. The Penguin Press. 2006: 246 pages. ISBN 978-1-59420-077-9.
- Seybold, Pat. . Crown Business Books (Random House). 2001. ISBN 978-0-609-60772-5.

### 註释
1. 1 2 3 4  翁晉陽、Mark、管鵬、文丹楓著. . 崧博出版事業有限公司. ISBN 978-986-560-351-9.
2. ↑  .   [2019-01-29]. （原始内容存档于2019-01-29）.
3. 1 2 3  企業的行動電子商務策略 （页面存档备份，存于），天下雜誌。
4. ↑  . yymm.ru.   [2025-02-06].